# Bolognola
Bolognola – miejscowość i gmina we Włoszech, w regionie Marche, w prowincji Macerata.
Według danych na rok 2004 gminę zamieszkiwało 155 osób, 6,2 os./km².